# Stefan Wysocki (duchowny)
Stefan Wysocki (ur. 5 marca 1928 w Łowiczu, zm. 7 maja 2017 w Warszawie) – polski duchowny rzymskokatolicki, ksiądz prałat, działacz podziemia niepodległościowego w czasie II wojny światowej, członek Szarych Szeregów.

## Życiorys
Od 1937 związany był z harcerstwem w swoim rodzinnym Łowiczu jako członek 49. kolejowej drużynie harcerskiej. W czasie II wojny światowej należał do Szarych Szeregów w grupie „Zawiszaków”. 8 marca 1945 roku brał udział w akcji „Uwolnić Cyfrę", która miała na celu odbicie więźnia z więzienia NKWD w Łowiczu. Po wojnie wstąpił do seminarium, zaś święcenia kapłańskie przyjął z rąk bp Wacława Majewskiego 8 sierpnia 1954. Po święceniach pracował jako wikariusz w latach 1954–1955 w parafii Narodzenia Najświętszej Maryi Panny w Sochaczewie-Trojanowie, a w latach 1955–1956 w parafii św. Jadwigi Śląskiej w Milanówku. Następnie pełnił posługę w parafiach na terenie Warszawy. W latach 1956–1958 był wikariuszem w parafii św. Wawrzyńca na Woli, w latach 1958–1959 w parafii św. Katarzyny na Służewie, w latach 1959–1962 parafii św. Tadeusza Apostoła na Sadybie, w latach 1962–1963 parafii św. Augustyna na Muranowie, w latach 1963–1967 parafii św. Jakuba Apostoła na Ochocie, oraz wikariuszem grochowskich parafii Najczystszego Serca Maryi w 1967 oraz w latach 1967–1972 parafii Nawrócenia św. Pawła Apostoła. W latach 1972–2003 piastował funkcję proboszcza parafii Opatrzności Bożej w Warszawie-Wesołej, jednocześnie w latach 1987–2003 piastując funkcję dziekana dekanatu rembertowskiego. W tym czasie był między innymi inicjatorem rozbudowy kościoła w Wesołej oraz powstania Fundacji „Gniazdo Rodzinne”. W 1992 został mianowany prałatem kapituły kolegiackiej w Radzyminie, przez bp Kazimierza Romaniuka. W 2002 został wybrany przewodniczącym Rady Naczelnej Stowarzyszenia Szarych Szeregów, a w 2004 członkiem Rady ds. Kombatantów i Osób Represjonowanych.
W 2006 został wyróżniony tytułem Honorowego Obywatela Łowicza. Zmarł 7 maja w Międzyleskim Szpitalu Specjalistycznym i został pochowany na cmentarzu parafii Opatrzności Bożej w Wesołej.

## Odznaczenia
- Krzyż Kawalerski Orderu Odrodzenia Polski (2008)[1],
- Złoty Krzyż Zasługi (1999)[1],
- Medal „Pro Memoria” (2005)[1],
- Krzyż Armii Krajowej (1984)[1],
- Krzyż Partyzancki (1995)[1]